# Svensk mesterskab i ishockey 1944
Det svenske mesterskab i ishockey 1944 var det 22. svenske mesterskab i ishockey for mandlige klubhold. Mesterskabet havde deltagelse af 37 klubber og blev afviklet som en cupturnering i perioden 2. februar - 17. marts 1944.
Mesterskabet blev vundet af Södertälje SK, som blev svenske mestre for fjerde gang men for første gang siden 1941. I finalen vandt Södertälje SK med 3-2 over de forsvarende mestre fra Hammarby IF under overværelse af 7.317 tilskuere på Stockholms stadion, hvilket var ny tilskuerrekord for SM-finalen. Hammarby IF bragte sig foran 1-0 i første periode ved Bror Petterson, inden Rolf Eriksson-Hemlin senere i perioden i spil fem mod tre udlignede for Södertälje SK. Midterperioden endte målløs. I tredje periode bragte Ivan Thunström Södertälje SK foran med 2-1, og Rolf Eriksson-Hemlin øgede føringen til 3-1, inden Bror Pettersson pyntede på resultatet med sin anden scoring i kampen.
Södertälje SK var i SM-finalen for niende gang. Hammarby IF havde kvalificeret sig til slutkampen for tredje sæson i træk og 12. gang i alt, og det var sjette gang, at holdet måtte nøjes med sølvmedaljerne. De to hold havde tidligere mødtes i SM-finalerne i 1931, hvor Södertälje SK vandt, samt i 1932, 1937 og 1942 med Hammarby IF som sejrherre.

## Resultater

### Forkvalifikationsrunde
| 2. februar | Sörhaga IK - Uddens IF | w.o. |

### Første kvalifikationsrunde
| 4. februar | IF Göta Karlstad - IFK Stockholm | 2–1  |
| 6. februar | IK Warpen - Strömsbro IF         | 3–6  |
| 6. februar | Uddens IF - Tranebergs IF        | w.o. |
| 6. februar | Brobergs IF - IK Huge            | w.o. |
| 6. februar | Forshaga IF - Atlas Diesels IF   | 4–2  |
| 6. februar | Wifsta/Östrands IF - IFK Nyland  | 4–2  |
| 6. februar | Lycksele SK - Skellefteå IF      | 3–10 |
| 8. februar | Brynäs IF - Sandvikens IF        | 6–1  |

### Anden kvalifikationsrunde
| 3. februar  | IFK Mariefred - Stallarholmens AIK | 7–3 |
| 4. februar  | Mora IK - Karlbergs BK             | 3–5 |
| 6. februar  | BK Forward - IK Sleipner           | 0–1 |
| 6. februar  | Västerås SK - Nacka SK             | 2–6 |
| 8. februar  | Skuru IK - Djurgårdens IF          | 0–1 |
| 8. februar  | IFK Lidingö - UoIF Matteuspojkarna | 0–7 |
| 8. februar  | IF Vesta - Reymersholms IK         | 0–6 |
| 8. februar  | Södertälje IF - Årsta SK           | 3–2 |
| 9. februar  | IF Göta Karlstad - Forshaga IF     | 7–3 |
| 13. februar | Strömsbro IF - Tranebergs IF       | 0–2 |
| 13. februar | Skellefteå IF - Wifsta/Östrands IF | 2–5 |
| 15. februar | Brynäs IF - IK Huge                | 3–2 |

### Ottendedelsfinaler
| Dato        | Kamp                                   | Res. | Perioder      | Tilsk. | Spillested          |
| ----------- | -------------------------------------- | ---- | ------------- | ------ | ------------------- |
| 17. februar | Södertälje IF - IK Slepiner            | 6–3  |               |        |                     |
| 18. februar | IFK Mariefred - Nacka SK               | 1–5  |               |        |                     |
| 19. februar | Brynäs IF - Wifsta/Östrands IF         | 2–6  |               |        |                     |
| 20. februar | IF Göta Karlstad - Hammarby IF         | 0–7  | 0-2, 0-2, 0-3 | 3.017  | Tingvalla, Karlstad |
| 22. februar | Södertälje SK - AIK                    | 3–1  |               |        |                     |
| 23. februar | Karlbergs BK - Djurgårdens IF          | 6–2  |               |        |                     |
| 24. februar | UoIF Matteuspojkarna - Reymersholms IK | 1–0  |               |        |                     |
| 25. februar | IK Göta - Tranebergs IF                | 5–1  |               |        |                     |

### Kvartfinaler
| Dato        | Kamp                           | Res. | Perioder      | Tilsk. | Spillested    |
| ----------- | ------------------------------ | ---- | ------------- | ------ | ------------- |
| 27. februar | Wifsta/Östrands IF - Nacka SK  | 3–3  |               |        |               |
| 29. februar | IK Göta - UoIF Matteuspojkarna | 5–2  |               |        |               |
| 29. februar | Södertälje IF - Hammarby IF    | 0–7  | 0-5, 0-1, 0-1 | 347    | Södertälje IP |
| 3. marts    | Södertälje SK - Karlbergs BK   | 5–2  |               |        |               |

#### Omkamp
| 3. marts | Nacka SK - Wifsta/Östrands IF | 5–2 |

### Semifinaler
| Dato      | Kamp                    | Res. | Perioder      | Tilsk. | Spillested         |
| --------- | ----------------------- | ---- | ------------- | ------ | ------------------ |
| 10. marts | Södertälje SK - IK Göta | 3–1  |               |        |                    |
| 14. marts | Hammarby IF - Nacka SK  | 7–1  | 2-0, 2-0, 3-1 | 739    | Stockholms stadion |

### Finale
| Dato      | Kamp                        | Res. | Perioder      | Tilsk. | Spillested         |
| --------- | --------------------------- | ---- | ------------- | ------ | ------------------ |
| 17. marts | Hammarby IF - Södertälje SK | 2–3  | 1-1, 0-0, 1-2 | 7.317  | Stockholms stadion |

## Spillere
Södertälje SK's mesterhold bestod af følgende spillere:
- Uno Andersson (2. SM-titel)
- Rolf "Tjoffe" Eriksson-Hemlin (2. SM-titel)
- Olle Frisch (2. SM-titel)
- Folke "Masen" Jansson (2. SM-titel)
- Sven Jansson (2. SM-titel)
- Arne "Brand-Johan" Johansson (2. SM-titel)
- Birger "Bigge" Nilsson (1. SM-titel)
- Sven Thunman (1. SM-titel)
- Ivan "Tumpen" Thunström (2. SM-titel)

Hos sølvvinderne fra Hammarby IF bestod truppen i denne sæson af følgende spillere
- Karl "Kilas" Andersson
- Stig Emanuel "Stickan" Andersson
- Åke "Plutten" Andersson
- Sven "Svenne Berka" Bergquist
- Sven Collin
- Svante Granlund
- Tore Hamnström
- Hans Hjelm
- Ragnar "Ragge" Johansson
- Kurt "Kurre Kjellis" Kjellström
- Gunnar "Robert Taylor" Landelius
- Holger "Hogge" Nurmela
- Lennart Nyman
- Bror "Lulle" Pettersson
- Sture Åström